# Bandarban Sadar
Bandarban Sadar è un sottodistretto (upazila) del Bangladesh situato nel distretto di Bandarban, divisione di Chittagong. Si estende su una superficie di 501,99 km² e conta una popolazione di 88.282  abitanti (censimento 2011).